# Regularna šuma
Regularna šuma ili jednodobna šuma je vrsta šume po načinu gospodarenja, u kojoj su sva stabla glavne vrste drveća gotovo jednakih dimenzija, starosti i visina.
Regularne šume, čine većinu gospodarskih šuma u Hrvatskoj i mnogim drugim svjetskim zemljama. Druge dvije vrste šuma u Hrvatskoj po načinu gospodarenja su: preborna i raznodobna šuma. 
U regularnoj šumi gospodari se sastojinski. Šuma se grupira u sastojine po: vrsti drveća, starosti, namjeni, načinu postanka, cilju gospodarenja. Temeljem starosti, sastojine se svrstavaju u dobne razrede. Stabla prvog dobnog razreda su najmlađa, a stabla posljednjeg dobnog razreda su zrela za završnu sječu i pomlađivanje. Ophodnja je vrijeme od osnivanja i podizanja regularne šume do vremena, kada se sječe i započinje novi ciklus pomlađivanja. Ophodnja za hrast lužnjak i hrast crniku iznosi 140 godina, dok najmanje iznosi za topole i vrbe 40 godina. Najčešće vrste drveća u hrvatskim regularnim šumama su: bukva, hrast lužnjak, hrast kitnjak, obični grab, poljski jasen i dr. 
Prirodno pomlađivanje regularnih šuma radi se u tri sijeka: pripremni, naplodni i dovršni sijek. U pripremnom sijeku uklanjaju se stabla koja bi dala loše potomke, a omogućuju se bolji uvjeti za plodonošenje sjemenom preostalih stabala. Naplodni sijek se izvodi u godini punog uroda, kada se oslobađa dio prostora tek izniklim biljkama, a dio stabala se ostavlja da još dodatno plodonose i štite mlade biljke od prejakog svjetla i nepovoljnih vremenskih neprilika. Dovršni sijek se izvodi kada se na cijeloj pomladnoj površini pojavi pomladak i kada mu više ne treba zaštita starih stabala. Na pomlatku se izvode uzgojni radovi njege poput zaštite od štetnih čimbenika, čišćenje od korova, popunjavanje nedovoljno uspjelih pomladnih površina, njega proredom i sl.
Sloj grmlja i stabla u podslojnoj etaži poboljšavaju biološku raznolikost dosta jednolike sastojine i potiču stabla glavne vrste drveća, da rastu u veće visine i čiste ih od suvišnih grana.